# Earl Cameron
Earlston J. Cameron (Pembroke, Bermudas; 8 de agosto de 1917-Kenilworth, Inglaterra; 3 de julio de 2020) fue un actor británico nacido en las Bermudas.

## Carrera
Junto con Cy Grant fue uno de los primeros actores negros en romper la "barrera de color" en el Reino Unido. Con su aparición en 1951 en la película Pool of London, Cameron se convirtió en uno de los primeros actores de color en protagonizar un largometraje británico después de Paul Robeson, Nina Mae McKinney y Elisabeth Welch en la década de 1930.
Según el sitio web Screenonline:

Earl Cameron aportó un soplo de aire fresco a las aburridas descripciones de las relaciones raciales de la industria cinematográfica británica. A menudo interpretado como un extraño sensible, Cameron dio a sus personajes una gracia y autoridad moral que superaba las comprometidas agendas liberales de las películas.

También apareció en programas de ciencia ficción británicos de los años 1960, incluyendo Doctor Who, The Prisoner y The Andromeda Breakthrough.
Desde 1963, Cameron fue practicante del bahaismo, coincidiendo con el primer congreso bahaista celebrado en el Royal Albert Hall de Londres,

## Fallecimiento
Falleció a los ciento dos años el 3 de julio de 2020 en su domicilio en Kenilworth (Inglaterra) por causas naturales, acompañado de su familia.

## Filmografía

### Cine
| Año  | Título                     | Personaje         |
| ---- | -------------------------- | ----------------- |
| 1951 | Pool of London             | Johnny Lambert    |
| 1951 | There Is Another Sun       | Ginger Jones      |
| 1952 | Emergency Call             | George Robinson   |
| 1955 | Simba                      | Karanja           |
| 1955 | The Woman for Joe          | Lemmie            |
| 1955 | Safari                     | Jeroge            |
| 1956 | Odongo                     | Hassan            |
| 1957 | The Heart Within           | Victor Conway     |
| 1957 | The Mark of the Hawk       | Perseguidor       |
| 1959 | Killers of Kilimanjaro     | Chamán            |
| 1959 | Sapphire                   | Dr. Robbins       |
| 1960 | Tarzan the Magnificent     | Tate              |
| 1961 | No Kidding                 | Padre             |
| 1961 | Flame in the Streets       | Gabriel Gómez     |
| 1963 | Tarzan's Three Challenges  | Mang              |
| 1964 | Guns at Batasi             | Abraham           |
| 1965 | Thunderball                | Pinder            |
| 1966 | The Sandwich Man           | Conductor         |
| 1967 | Battle Beneath the Earth   | Seth Hawkins      |
| 1968 | Two a Penny                | Verger            |
| 1969 | Two Gentlemen Sharing      | Padre de Jane     |
| 1972 | Six Days of Justice        | Maynard           |
| 1973 | A Warm December            |                   |
| 1976 | Mohammad, Messenger of God | Najashi           |
| 1979 | Cuba                       | Coronel Leyva     |
| 2001 | Revelation                 | Cardenal Chisamba |
| 2005 | The Interpreter            | Edmond Zuwanie    |
| 2006 | The Queen                  | Artista           |
| 2010 | Inception                  | Hombre calvo      |